# Lịch sử Phật giáo Việt Nam
Hiện vẫn chưa định được chính xác thời điểm đạo Phật bắt đầu truyền vào Việt Nam và Phật giáo Việt Nam đã thành hình như thế nào. Một nghiên cứu cho rằng đạo Phật vào Việt Nam trong khoảng thế kỷ thứ 3 đến thế kỷ thứ 2 TCN, đánh dấu bằng truyện "Nhất Dạ Trạch" trong tập Lĩnh Nam trích quái kể lại việc Chử Đồng Tử được học đạo Phật với một nhà sư tên là Phật Quang. Chùa Hang Đồ Sơn (Cốc Tự). Tương truyền, chùa do một nhà sư Thiên Trúc đã theo các thương gia sang Giao Châu truyền bá đạo Phật vào thế kỷ thứ 2 TCN. Ông dừng lại tại Nê Lê, chọn một hang đá để cư trú và mở chùa (nay là chùa Hang Đồ Sơn); đây cũng chính là nơi ông viên tịch; nhiều nhà nghiên cứu khẳng định rằng, Cửa Sót- Hà Tĩnh là nơi đầu tiên đạo Phật du nhập vào Việt Nam. Từ đây Sư Bần (Tổ sư Phật Quang) nhận đệ tử đầu tiên là Chử Đồng tử và truyền đạo. Từ Cửa Sót, Phật giáo được truyền lên vùng Dâu - Luy Lâu (nay thuộc huyện Thuận Thành - Bắc Ninh). Rồi từ trung tâm Phật giáo Luy Lâu, đạo Phật được truyền sang tận Bành Thành Lạc Dương (Trung Quốc). Đây là Phật giáo nguyên thủy - Nam tông (Theravada) có bề dày lịch sử rất lâu đời.

## Lịch sử

### Thời kì đầu: đạo Phật truyền vào Việt Nam
Dựa trên giả thiết đạo Phật bắt đầu truyền vào Việt Nam trong khoảng thế kỉ thứ ba đến thế kỉ thứ hai TCN thì có thể nhận xét rằng đạo Phật đó có tính chất nguyên thủy, hay Thuyết Nhất Thiết Hữu Bộ (Sarvastivada). Chữ "Buddha" được phiên âm trực tiếp sang tiếng Việt là "Bụt"; dân gian coi Bụt như một vị tiên hay xuất hiện để giúp đỡ người nghèo khổ, hiền lành. Nhiều nghiên cứu xác nhận đạo Phật được truyền trực tiếp vào Việt Nam, thời đó gồm Giao Chỉ ở phía bắc và Chăm pa ở phía nam, từ Ấn Độ theo đường biển chứ không phải từ Trung Hoa như một số quan niệm trước đây.

#### Tại Giao Chỉ

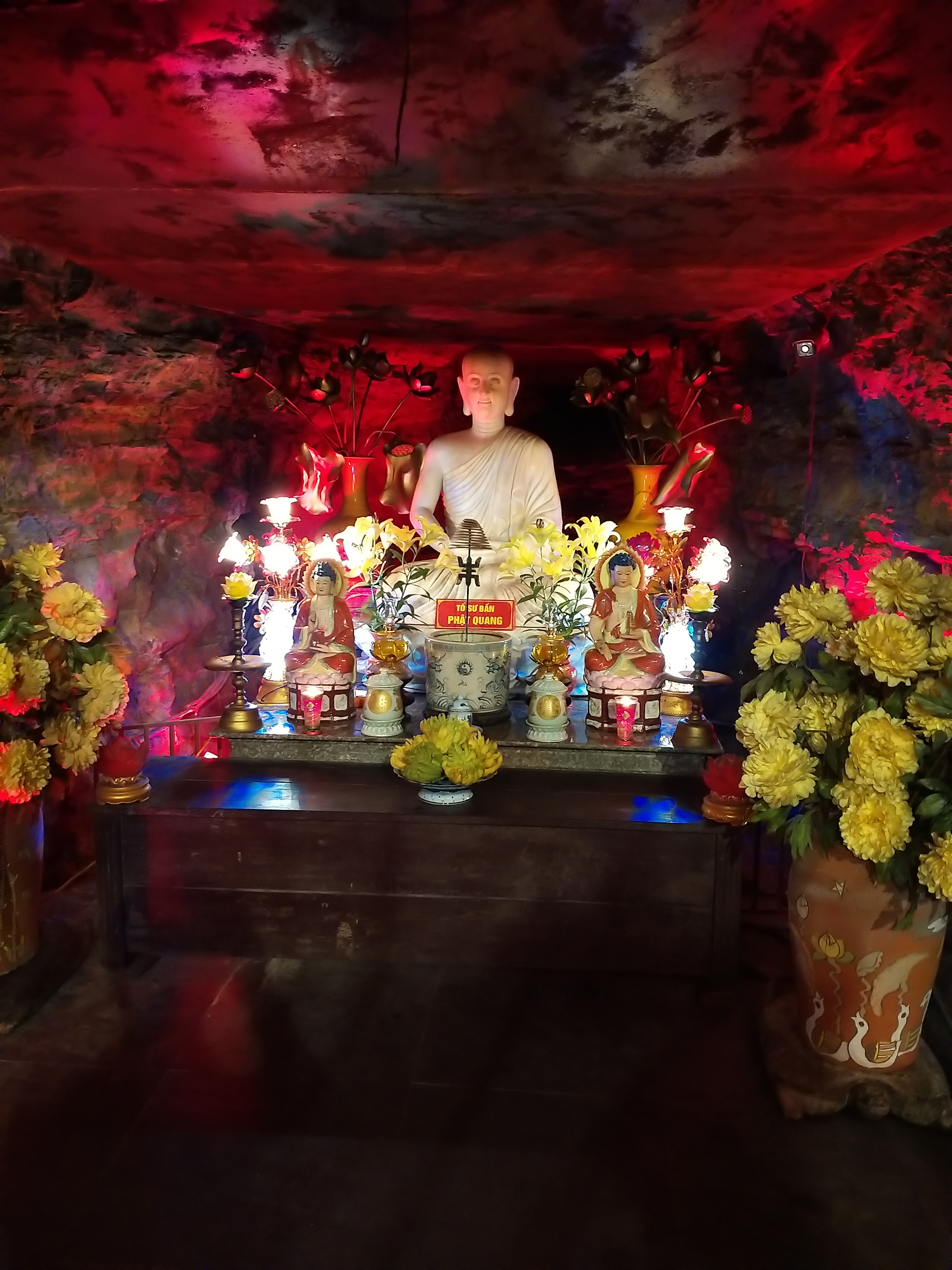
Tượng sư Bần Phật Quang ở chùa Hang - Đồ Sơn - Hải Phòng

Thời điểm Đạo Phật bắt đầu truyền vào Việt Nam là câu hỏi có hàng nghìn năm nay, thể hiện trong câu Quốc sư Thông Biện dẫn lời sư Đàm Thiên (542-607) (trình vua Trung Hoa Tùy Cao Tổ) để trả lời hoàng thái hậu Ỷ Lan, theo sách Thiền Uyển tập anh: 

"Một phương Giao Châu, đường thông Thiên Trúc, Phật pháp lúc mới tới, thì Giang Đông chưa có, mà Luy Lâu lại dựng chùa hơn hai mươi ngôi, độ Tăng hơn 500 người, dịch kinh 15 quyển, vì nó có trước vậy. Vào lúc ấy, thì đã có Khâu ni danh, Ma Ha Kỳ Vực, Khương Tăng Hội, Chi Cương Lương, Mâu Bác tại đó. Nay lại có Pháp Hiển thượng sĩ, đắc pháp với Tì-ni-đa-lưu-chi, truyền tông phái của tam tố, là người trong làng Bồ-Tát, đang ở chùa Chúng Thiện dạy dỗ học trò. Trong lớp học đó không dưới 300 người, cùng với Trung Quốc không khác. Bệ hạ là cha lành của thiên hạ, muốn bố thí một cách bình đẳng, thì chỉ riêng khiến sứ đưa Xá lợi đến, vì nơi ấy đã có người, không cần đến dạy dỗ." 

Dưới thời A-dục vương trị vì tại Ấn Độ (từ năm 273 đến 232 trước CN), nhờ sự ủng hộ của nhà vua nên đạo Phật đã được truyền đi nhiều xứ sở bên ngoài Ấn Độ. Các thương nhân người Ấn theo đường biển đã đến Giao Chỉ buôn bán và mang theo đạo Phật mới mẻ đến xứ này. Sau đó đến lượt các tăng sĩ người Ấn tới đây truyền đạo, góp phần lập ra trung tâm đạo Phật tại Luy Lâu (nay thuộc huyện Thuận Thành, tỉnh Bắc Ninh, Việt Nam), một trong những trung tâm lớn nhất của đạo Phật tại phương Đông đầu Công nguyên cùng với hai trung tâm Lạc Dương và Bành Thành (nay thuộc Trung Quốc).
Còn theo Lĩnh Nam trích quái, truyện "Nhất Dạ Trạch" thì Chử Đồng Tử là Phật tử người Việt đầu tiên, theo học đạo với nhà sư Phật Quang. Truyện viết:

"Thương nhân nước ngoài tới lui buôn bán kính thờ Tiên Dung (và) Đồng Tử làm chúa. Có một khách buôn lớn đến bảo Tiên Dung rằng: "Quý nhân hãy bỏ ra một dật vàng năm nay cùng thương nhân ra nước ngoài mua vật quý, đến sang năm được lãi mười dật". Tiên Dung vui mừng bảo Đồng Tử: "Vợ chồng ta là bởi Trời mà nên. Nhưng cái ăn cái mặc là do người làm lấy. Nay nên đem một dật vàng cùng thương nhân ra nước ngoài mua vật quý để sinh sống". Đồng Tử bèn cùng thương nhân đi buôn án lênh đênh ra khắp nước ngoài. Có núi Quỳnh Viên trên núi có am nhỏ. Thương nhân ghé thuyền vào lấy nước. Đồng Tử lên am dạo chơi. Trong am có một tiểu Tăng tên Phật Quang truyền pháp cho Đồng Tử. Đồng Tử ở lại để nghe pháp, đưa vàng cho thương nhân đi mua hàng. Đến lúc thương nhân trở về lại tới am đó chở Đồng Tử trở về nhà. Nhà sư bèn tặng cho Đồng Tử một cây gậy và một cái nón, vừa bảo: "Các việc linh thông đều ở đó rồi!. Đồng Tử trở về, đem đạo Phật nói hết với Tiên Dung. Tiên Dung giác ngộ, bèn bỏ cả quán chợ nghề buôn để cùng Đồng Tử du phương tìm thầy học đạo". 

Sách Thần tích, Thần sắc thôn Nam Trì, tổng Thổ Hoàng, phủ Ân Thi, tỉnh Hưng Yên, có mã số: TT-TS FQ 40 18/X11, 11 được phụng sao từ chính bản Thượng đẳng, Bộ cửu, bản Ngọc phả Cổ lục của Quốc triều Lễ bộ lưu trữ tại Viện Thông tin Khoa học Xã hội thuộc Uỷ ban Khoa học Xã hội Việt Nam nói về Lữ Gia là Thừa tướng của ba đời vua nhà Triệu nước Nam Việt viết: "Thời trẻ, Lữ Gia (chữ Hán: 吕嘉,?-111 TCN, còn được phiên âm là Lã Gia, tên hiệu là Bảo Công 保公) lang bạt đến vùng Thiền Lâm, đất Ô Lý. Bảo đến chùa Thiên Quang trên núi Bằng Sơn (núi Bằng Sơn nay thuộc xã Thạch Bằng, huyện Lộc Hà, tỉnh Hà Tĩnh) và ở lại Thiền tăng với 1 Thiền sư hiệu là Huyền Ly. Là người khí phách anh hùng nên chẳng mê trăng gió, má hồng nên Bảo quay lại ngôi chùa nương tựa cửa Thiền nghiên cứu kinh sách. Bảo nghĩ việc chính là trả mối cừu thù rửa hận cho ông cậu nơi chín suối nên cùng Thiền gia ngày đêm mưu tính. Vị Thiền sư cưu mang Bảo cũng là người có Đại tâm nên trợ giúp rất đắc lực trong việc chiêu mộ binh sĩ..."
Theo một số công trình nghiên cứu khác cho thấy Tây thiên thuộc tỉnh Vĩnh Phúc thì Phật giáo được truyền vào Việt Nam cũng từ Thế kỷ thứ 3 trước Công nguyên.Trong Phật giáo thì Tây thiên tức là Tây Trúc, tức là nơi Phật giáo ra đời. Tây Thiên hay Tây trúc là chỉ nước Ấn Độ và các nước phía Bắc Ấn Độ nói đối với Đông độ (các nước phía Đông) tức là Trung Quốc và các nước lân cận. Ngọc phả Hùng vương cho thấy thời Hùng Vương thứ 7 (Chiêu Vương) trên núi Tam Đảo đã có chùa thờ phật. Theo bộ Sử liệu về đảo Sri Lanka (Dīpavaṃsa) thì năm 325 trước Công nguyên thì Đại hội kết tập Kinh điển lần thứ 3 diễn ra tại thành Pataliputra, nước Magadha do Hoàng đế A Dục (Ashoka; 325 TCN - 258 TCN) đề xướng bảo trợ và sau đó thì có một trong 9 đoàn hoằng pháp là đoàn thứ 8 do Sona và Uttara lãnh đạo đã đến Suvaṇṇabhūmi, có lẽ là gồm các nước Thái Lan, Myanmar và Việt Nam. Do vậy đoàn hoằng pháp của vua A Dục trong thời gian tương ứng với thời Hùng Vương và trùng hợp với câu chuyện ghi trong ngọc phả Hùng Vương, chuyện Chử Đồng Tử và thành Nê Lê, tháp vua A Dục ghi trong Giao Châu ký của Lưu Hân Kỳ và Thủy Kinh chú của Lệ Đạo Nguyên.

#### Tại Chăm Pa
Dựa vào cổ sử Hán như Tiền Hán Thư, Hậu Hán Thư cùng các di chỉ khảo cổ như Óc Eo, Sa Huỳnh đã cho thấy vùng biển phía Nam Việt Nam, xưa thuộc vương quốc Chăm Pa đã nhộn nhịp thương thuyền không những của các quốc gia thuộc văn minh Ấn Độ, mà cả những quốc gia xa xôi của nền văn minh La Mã. Chiếc bia Võ Cảnh tìm thấy tại làng Võ Cảnh ở Nha Trang được các nhà nghiên cứu xác định là xuất hiện vào thế kỷ thứ hai CN viết bằng tiếng Phạn. Để Phạn văn trở thành một ngôn ngữ được khắc trên đá vào thời này, nền văn minh Ấn Độ lúc đó có tư tưởng chính yếu là đạo Phật phải truyền bá tại đây qua thời gian dài, tối thiểu cũng phải mất hàng trăm năm. Từ đó cũng dẫn tới giả thiết sư Phật Quang người truyền đạo cho Chử Đồng Tử, nếu không là người Ấn, thì phải là người Chăm đi từ phía nam tới Giao Chỉ. Nghĩa là đạo Phật có mặt ở Chăm Pa, hay miền Nam Việt Nam ngày nay, còn sớm hơn miền Bắc Việt tức Giao Chỉ ngày ấy.

### Thời Bắc thuộc
Sau khi khởi nghĩa Hai Bà Trưng thất bại năm 43 CN, đất Giao Chỉ thành thuộc địa của nhiều triều đại Trung Hoa gần một ngàn năm tuy có độc lập vài thời điểm. Thời kì dài này đạo Phật tại đây phát triển mạnh mẽ hơn, xuất hiện nhiều tông phái, nhiều cao tăng.

#### Trước thời nhà Đường

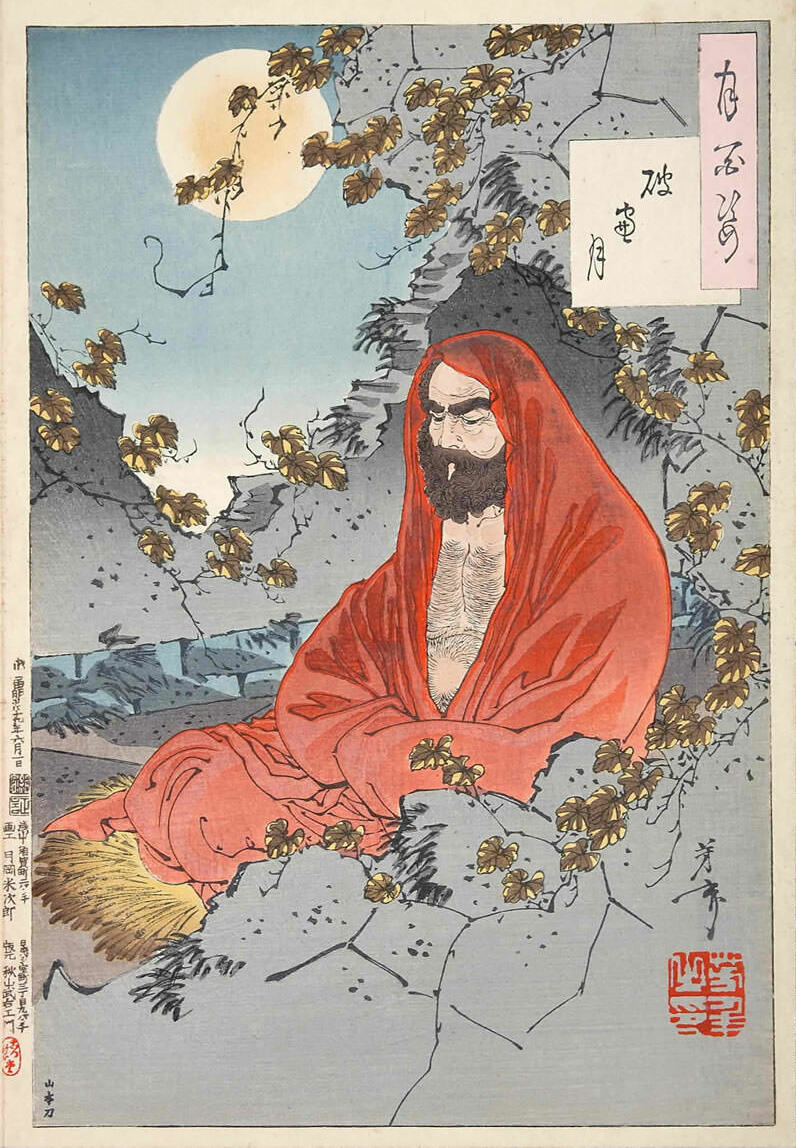
Bồ Đề Đạt Ma, tổ sư của Thiền phái quan trọng đầu tiên tại Việt Nam là Tì-ni-đa-lưu-chi.

Người đầu tiên là Khương Tăng Hội, sống tại Giao Chỉ khoảng thế kỉ thứ ba CN. Một số ý kiến xem ông là thiền sư đầu tiên của Việt Nam. Ông biên tập nhiều kinh sách, sang Đông Ngô bấy giờ là thời Tam Quốc truyền đạo và để lại dấu ấn nơi này.
Kế đến là Mâu Tử (hay Mâu Bác). Cần biết rằng Giao Chỉ tuy nội thuộc nhà Hán nhưng vì ở quá xa và vì phong tục văn hóa khác biệt với người Hán nên thư tịch Trung Hoa kể cả Hậu Hán Thư, hầu như không hề đề cập đến. Tác phẩm đạo Phật đầu tiên bằng Hán tự lại được viết tại Giao Chỉ năm 189 CN, đó là cuốn Lý Hoặc Luận của Mâu Tử, một người Trung Hoa trước theo Lão giáo, về sau cư ngụ tại Giao Chỉ, theo học đạo Phật ở đây và trở thành một Phật tử rất thuần thành.
Vào cuối thế kỉ thứ sáu (khoảng năm 580), thiền sư Tì-ni-đa-lưu-chi vào Việt Nam mang theo đạo Thiền của tổ sư Bồ Đề Đạt Ma, và như vậy Thiền tông chính thức xuất hiện tại xứ này. Đặc biệt, các thiền sư dòng Tì Ni Đa Lưu Chi thường có hình thức tu tập "Tổng Trì Tam Muội" (Dharani samadhi), một hình thức tu tập phổ biến của Mật tông (Tantra), dùng chân âm kết hợp với ấn quyết trong trạng thái đại định để giữ được thân, khẩu, ý. Ở Hoa Lư (tỉnh Ninh Bình, Việt Nam), một cột kinh Phật bằng đá vào thế kỉ thứ 10 có khắc bài thần chú Phật Đỉnh Tối Thắng Đà La Ni (Usnisavijaya dharani), một thần chú phổ biến của Mật tông, đã được phát hiện. Như vậy, rất có thể Mật tông, một nhánh quan trọng của đạo Phật, đã xuất hiện ở đây nếu không cùng thời điểm thì cũng sau Thiền tông không quá lâu.

#### Thời nhà Đường

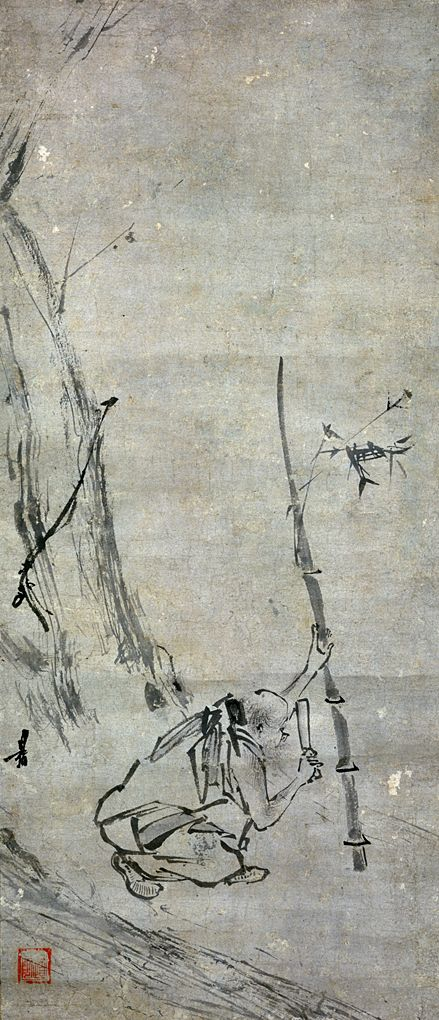
Ngài Huệ Năng, tổ sư Thiền nam tông có nhiều ảnh hưởng tại Giao Châu đời Đường.

Vào năm 820, thiền sư Vô Ngôn Thông vốn là đồ đệ sư Bách Trượng Hoài Hải mang theo tư tưởng "đốn ngộ" của Nam tông do ngài Huệ Năng sáng lập vào nơi này. Ông cùng với thiền sư Tì-ni-đa-lưu-chi và thiền sư Thảo Đường sau này được Thiền Uyển Tập Anh, một cổ thư xưa nhất của Thiền tông Việt Nam, xem là tổ sư của ba Thiền phái lớn tại xứ này.
Có ý kiến cho rằng Lục Tổ Huệ Năng là người Việt. Tuy nhiên, cũng tương tự lịch sử Giao Châu thời Bắc thuộc còn nhiều khoảng trống, có nhiều nhân vật và sự kiện khác của đạo Phật tại đây không được ghi chép lại, tạo ra suy nghĩ chưa đầy đủ về tình hình đạo Phật hiện thời. Học giả Lê Quý Đôn nói: "Các bậc cao tăng nước ta không phải ít; trong khoảng thuộc Tấn thuộc Đường, tất nhiên có nhiều điều đáng ghi chép, nhưng ghi chép thiếu sót" (Kiến Văn Tiểu Lục).
Sách Đại Đường Cầu Pháp Cao Tăng Truyện của Nghĩa Tịnh (682 - 727) có chép tiểu sử sáu vị tăng sĩ Việt Nam từng qua Ấn Độ du học vào cuối thế kỷ thứ bảy đầu thế kỷ thứ tám. Đó là các vị: Vận Kỳ, Giải Thoát Thiên, Khuy Xung, Huệ Diệm, Trí Hành, Đại Thừa Đăng.
| “ | - Pháp sư Vận Kỳ từng vân du với thiền sư Đàm Nhuận người Trung Hoa, Đàm Nhuận cũng từng lưu lại Giao Châu một thời gian. Vận Kỳ giỏi Phạn ngữ và Hán ngữ. Ông thọ giới cụ túc (tỳ khưu) với Jnanaphadra (Trí Hiền) ở đảo Java. Tại đây thiền sư Hội Ninh người Trung Hoa đang dịch với thầy ông là Jnanaphadra cuốn Đại Niết Bàn của hệ phái Đại thừa. Dịch xong hai ông nhờ Vận Kỳ đem về dâng cho vua Đường. Vận Kỳ ghé qua Giao Châu trước khi qua Đường trao kinh, rồi lại trở lại Giao Châu thuyết pháp cho cả hai giới tăng và tục. Sau đó, Vận Kỳ trở lại Java. Ông gặp thầy là Jnanaphadra, nhưng không gặp Hội Ninh, vì ông này đã đi Ấn Độ. Nghĩa Tịnh cho biết ông đã gặp Vận Kỳ ở Ấn Độ khi ông khoảng 30 tuổi. - Pháp sư Giải Thoát Thiên từng qua Ấn Độ bằng đường thủy, tham bái Bồ Đề Đạo Tràng (Đại Giác Tự) và các thánh tích quanh đó. Tên Phạn ngữ của ông là Mộc Xoa Đề Bà (Moksadeva). Ông mất lúc khoảng 25 tuổi. - Pháp sư Khuy Xung, tên Phạn ngữ là Chất Đát La Đề Bà (Citradeva), cùng một thiền sư Trung Hoa tên là Minh Viễn đi thuyền qua Tích Lan rồi lên Ấn Độ. Minh Viễn chuyên về Thiền học, đã gặp Khuy Xung ở Giao Châu. Họ đi đến đâu thì thu thập thêm kinh điển đến đó. Họ có đến Bồ Đề Đạo Tràng và thành Vương Xá. Đến khi tới được rừng Trúc Lâm thì Khuy Xung ngã bệnh và mất tại đây. - Pháp sư Huệ Diệm là đệ tử của thiền sư Vô Hành người Trung Hoa. Ông họ Hứa, đã cùng du hành đi Tích Lan và ở luôn tu học tại đây. - Pháp sư Trí Hành người Ái Châu (Thanh hóa), tên Phạn ngữ là Bát Nhã Đề Bà (Prajnadeva). Ông đi Ấn Độ bằng thuyền và chiêm bái đủ các Phật tích. Ông đi lên miền bắc vùng sông Hằng và ở tại đó tu chùa Tín Giả. Ông viên tịch ở đây lúc 50 tuổi. - Thiền sư Đại Thừa Đăng, tên Phạn ngữ là Ma Ha Dạ Na Bát Địa Dĩ Ba (Mahayanapradipa). Ông xuất gia ở Dvararati, Ấn Độ; sau đó theo sứ thần nhà Đường là Diệm Tự về Trường An. Tới chùa Từ Ân ông gặp pháp sư Huyền Trang xin thọ giới tỳ kheo. Sau một thời gian tu học, ông trở về Giao Châu rồi lại đi Tích Lan bằng đường biển. Sau đó ông tới Nam Ấn Độ, rồi đi thẳng lên miền Đông. Ông ở lại đây 12 năm, học thông Phạn ngữ. Ông đã chú giải tác phẩm Duyên Sinh Luận (Nidana-sastra) và một số kinh điển khác. Khi Nghĩa Tịnh sang Đông Ấn Độ thì gặp ông. Nghĩa Tịnh rủ ông cùng đi về miền Trung, trước là tới học viện Na Lan Đà (Nalanda), rồi Vajrasana rồi Vaisali, và Kusinara nơi đức Phật nhập diệt. Ông ở lại đây tu học, thỉnh thoảng lại vân du, cuối cùng mất ở đây tại chùa Prinirvana lúc tuổi chừng quá 60. | ” |

Sách Đại Đường Câu Pháp Cao Tăng Truyện cũng có ghi chép tiểu sử một số thiền sư Trung Hoa trên đường đi Ấn Độ đã từng ghé lại Giao Châu. Đó là các vị Minh Viễn, Huệ Mạng, Vô Hành, Đàm Nhuận, và Trí Hoằng. Ngoài ra còn có một vị thiền sư người Khương Cư tên Samghavarma (Tăng Già Bạt Ma) đã từ Trung Hoa sang Giao Châu mục đích để đi hái thuốc cho vua Đường. Ông tới đây vào lúc nạn đói đang hoành hành, người và vật chết như rạ. Ông phân phát thực phẩm và y dược ngay giữa đường cho những người đói và bệnh. Xúc động về cảnh khổ, ông thường vừa lo việc cứu trợ vừa khóc, khiến người bấy giờ thường gọi ông là "vị Bồ Tát hay khóc". Ông bị nhọt ở chân và chết lúc 60 tuổi.
Sách An Nam Chí của Cao Hùng Trưng viết vào đời nhà Minh cũng có ghi chép về vài vị tăng sĩ không thấy Thiền Uyển Tập Anh nhắc đến:

- Thiền sư Tam Mạch, người châu Tam Đới, triều Lý, xuất gia tại chùa Gián Ân, tu hành đắc đạo, có thể bay lên trời giữa ban ngày.
- Thiền sư Vô Châu, người huyện Phi Lộc, cao lớn, tướng mạo dị kỳ, râu dài, lập am trên núi Sư Tử Phong, tu chúng Vân Hoa Tam Muội, mỗi khi giảng kinh thì hào quang phóng xạ. Ông mất lúc 83 tuổi.
- Pháp sư Ma Ni, người huyện Lê Bình, tu ở Đại Tiên Thánh Nhan, bảy năm thành đạo, hàng long phục hổ và cầu mưa cầu tạnh không gì không linh nghiệm.
- Tứ Quán Huệ Thông là một vị ni sư, quê huyện Chí Linh, xuất gia năm 12 tuổi, thị tịch lúc 84 tuổi.

Những tài liệu trên cho thấy trong các thế kỷ thứ bảy và thứ tám, thiền tông tại Việt Nam có nhiều người học rộng, thông hiểu cả Phạn ngữ lẫn Hán ngữ. Thiền sư Đại Thừa Đăng giỏi Phạn ngữ đến trình độ đã chú giải những tác phẩm Phạn ngữ bằng Phạn ngữ. Phụng Đình và Duy Giám được mời qua cung Đường giảng kinh. Thi sĩ Thẩm Thuyên Kỳ vào tận trong rúi để bái yết Vô Ngại. Thi sĩ Trương Tịch cũng vào tận trong núi để bái yết Nhật Nam tăng. Nhiều người như Vận Kỳ và Đại Thừa Đăng đã vân du cả hai xứ Trung Hoa và Ấn Độ để mở rộng kiến thức và hành đạo. Tuy sự cai trị của nhà Đường đối với Giao Châu rất khắc nghiệt, và tuy chính quyền đô hộ tìm mọi cách để ngăn chặn sự tiến triển của học thuật và văn hóa Giao Châu, nhưng giới thiền sư tại Giao Châu đã có phương tiện để theo đuổi sự tu học và hành đạo của mình.

### Thời độc lập

#### Thời Đinh - Lê

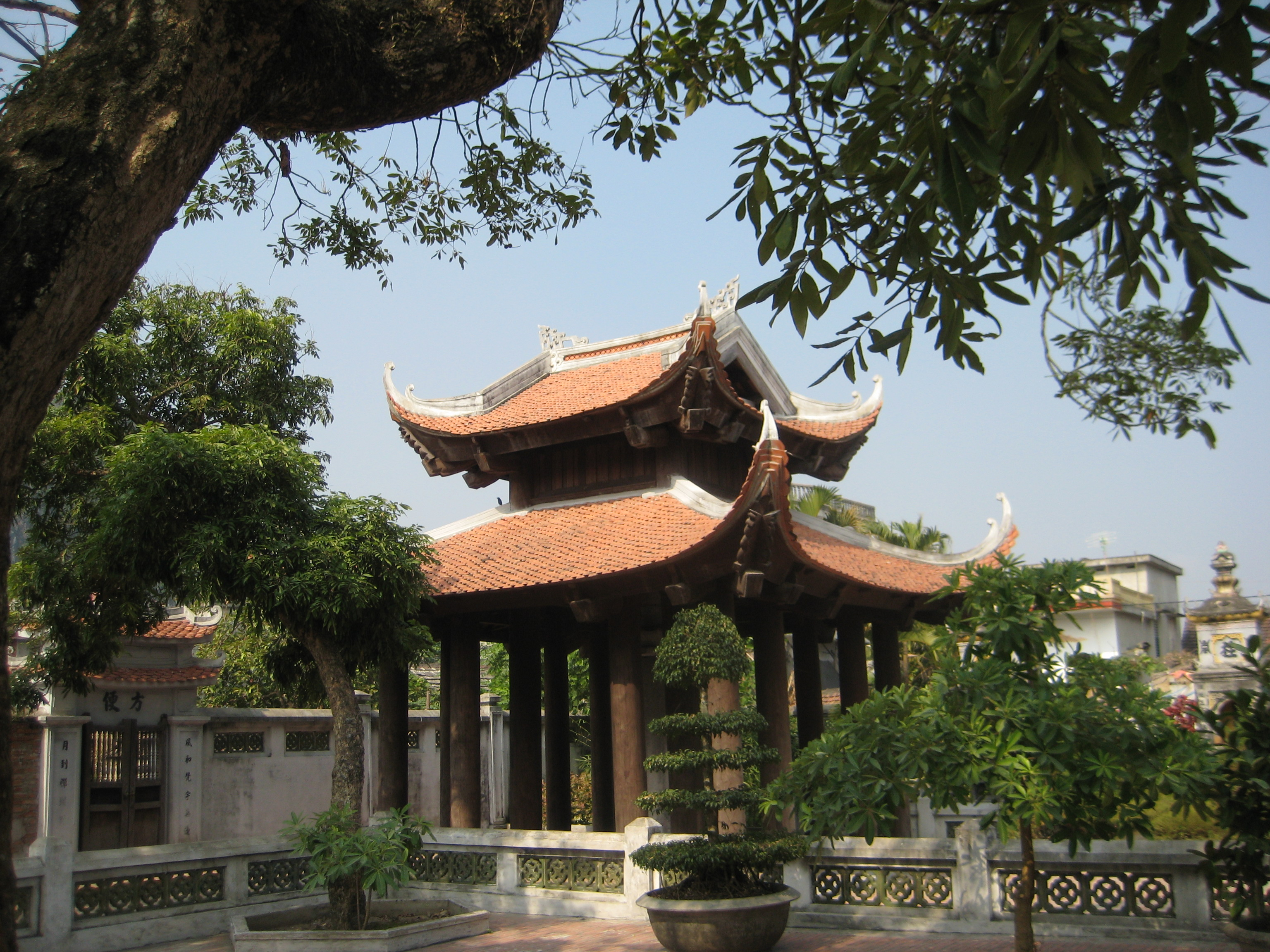
Chùa Nhất Trụ ở khu di tích cố đô Hoa Lư, nơi có thạch kinh cổ nhất Việt Nam

Sau một nghìn năm Bắc Thuộc, năm 905 Giao Châu chính thức độc lập. Năm 968 Đinh Tiên Hoàng lên ngôi vua, lập ra nhà Đinh, đặt tên nước là Đại Cồ Việt, mở ra thời kì độc lập và thống nhất phát triển lâu dài trong lịch sử Việt Nam. Đạo Phật thời này cũng không là ngoại lệ, đã phát triển đến đỉnh cao và tham dự vào nhiều sự kiện hệ trọng của đất nước. Khởi đầu là Đinh Tiên Hoàng với việc lập ra chức tăng thống cho thiền sư Khuông Việt - người đứng đầu phật giáo của đất nước trong lịch sử.
Hoa Lư - Ninh Bình là kinh đô của Việt Nam dưới thời nhà Đinh (968-980) và nhà Tiền Lê (980-1009). Sau khi đã là kinh đô, Hoa Lư dần trở thành trung tâm Phật giáo. Theo các thư tịch và dấu vết còn sót lại, vào thế kỷ 10, tại đây đã có khá nhiều chùa tháp. Ninh Bình cũng là quê hương của quốc sư triều Lý Nguyễn Minh Không, ông đã sáng lập ra ở quê hương mình khá nhiều chùa tháp như: chùa Bái Đính, chùa Địch Lộng, động chùa Am Tiêm... Ở Việt Nam có 3 chùa động được mệnh danh là "Nam thiên đệ nhất động" là chùa Hương, chùa Bích Động, chùa Địch Lộng thì 2 trong số đó nằm ở Ninh Bình. Điều độc đáo ở đây là có khá nhiều chùa được xây dựng trong các hang núi đá vôi, dựa vào núi đá hoặc tận dụng hẳn núi đá làm chùa mà tiêu biểu là các động chùa: động Hoa Sơn, động Thiên Tôn, Bích Động, động Địch Lộng, chùa Bái Đính, Linh Cốc…

#### Thời nhà Lý

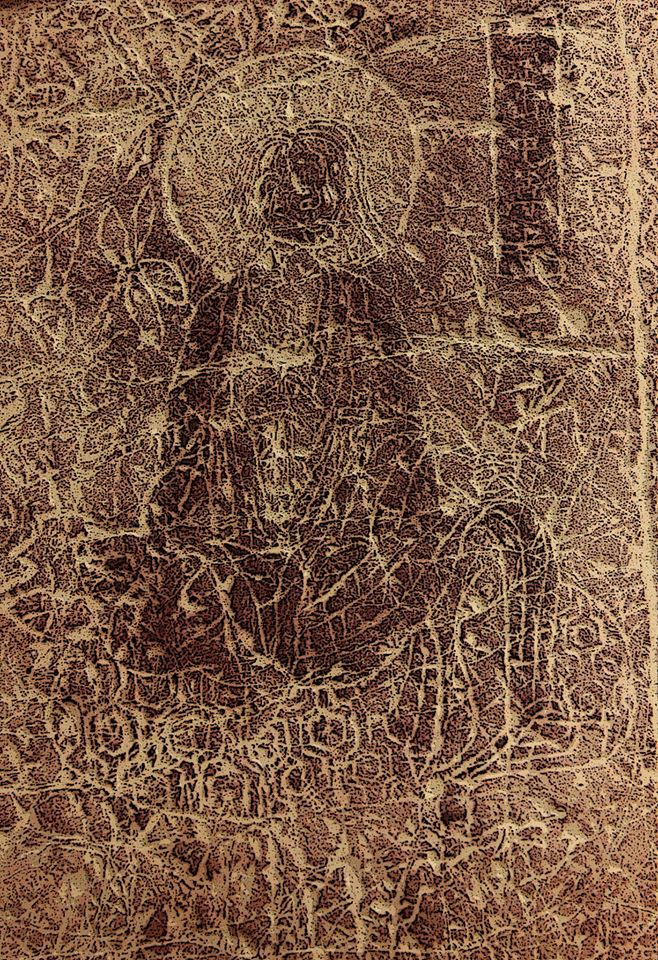
Bích họa 18 vị La Hán ở hang Liên Hoa, Ninh Bình có niên đại từ thời Đinh, Lý.

Nhà Lý ra đời tiếp tục đưa đạo Phật lên hàng quốc đạo, nhiều triều vua nối tiếp nhau đã thực hiện rất nhiều Phật sự, không chỉ góp phần phát triển việc tu học mà còn qua đó phát triển một nền văn hóa riêng của Đại Việt khác biệt với Trung Hoa.
Một dấu ấn quan trọng thời này là việc khai sinh Thiền phái Thảo Đường. Tuy nhiên, vì khuynh hướng thiên trí thức và văn chương, thiền phái Thảo Đường không cắm rễ được trong quần chúng mà chỉ ảnh hưởng đến một số trí thức có khuynh hướng văn học. Thiền Uyển Tập Anh tuy có ghi lại tên họ 19 vị thuộc thiền phái Thảo Đường nhưng không thể ghi lại tiểu sử, niên đại các bài truyền thừa của mỗi vị.
Đạo Phật thời nhà Lý có nhiều ảnh hưởng không chỉ với dân thường mà cả vua quan. Có chín trên 19 vị của Thiền phái Thảo Đường là cư sĩ mà phần lớn là vua quan, trong đó có ba vị vua là Lý Thánh Tông, Lý Anh Tông, và Lý Cao Tông. Rất nhiều thiền sư đời Lý tham gia chính sự mà không tham dự chính quyền.
Rất nhiều công trình chùa chiền, tượng tháp được xây dựng mà một trong số đó là An Nam Tứ Đại Khí gồm có: tháp Báo Thiên, chuông Quy Điền, đỉnh Phổ Minh và tượng Quỳnh Lâm.
Về lối sống của người dân thời bấy giờ, học giả Hoàng Xuân Hãn viết trong tác phẩm "Lý Thường Kiệt": "Đời Lý có thể gọi là đời thuần nhất trong lịch sử nước ta. Đó chính là ảnh hưởng của đạo Phật".  Còn Đại Việt Sử ký Toàn thư chép:

- Năm 1065, vua Lý Thánh Tông, trong một phiên xử kiện ở điện Thiên Khánh, đã chỉ vào công chúa Động Thiên đứng hầu bên cạnh mà bảo ngục lại rằng: "Lòng ta yêu con ta, cũng như lòng cha mẹ dân yêu dân, dân không biết mà mắc vào hình pháp, ta rất lấy làm thương. Từ nay về sau, không cứ gì tội nặng nhẹ, đều nhất luật khoan giảm.
- Mùa đông năm Ất mùi 1055, trời giá rét, vua đã bảo với các quan: "Trẫm ở trong cung nào lò sưởi ngự, nào áo lót cầu mà còn rét như thế này, nghĩ đến người tù giam trong ngục, khổ sở về gông cùm, chưa biết rõ ngay gian mà không được no bụng, áo không kín mình, gió rét khổ thân, hoặc có thể chết không nơi nương tựa, trẫm rất thương xót. Vậy hạ lệnh cho hữu ty phát chăn chiếu và mỗi ngày cho ăn hai bữa cơm". 

#### Thời nhà Trần

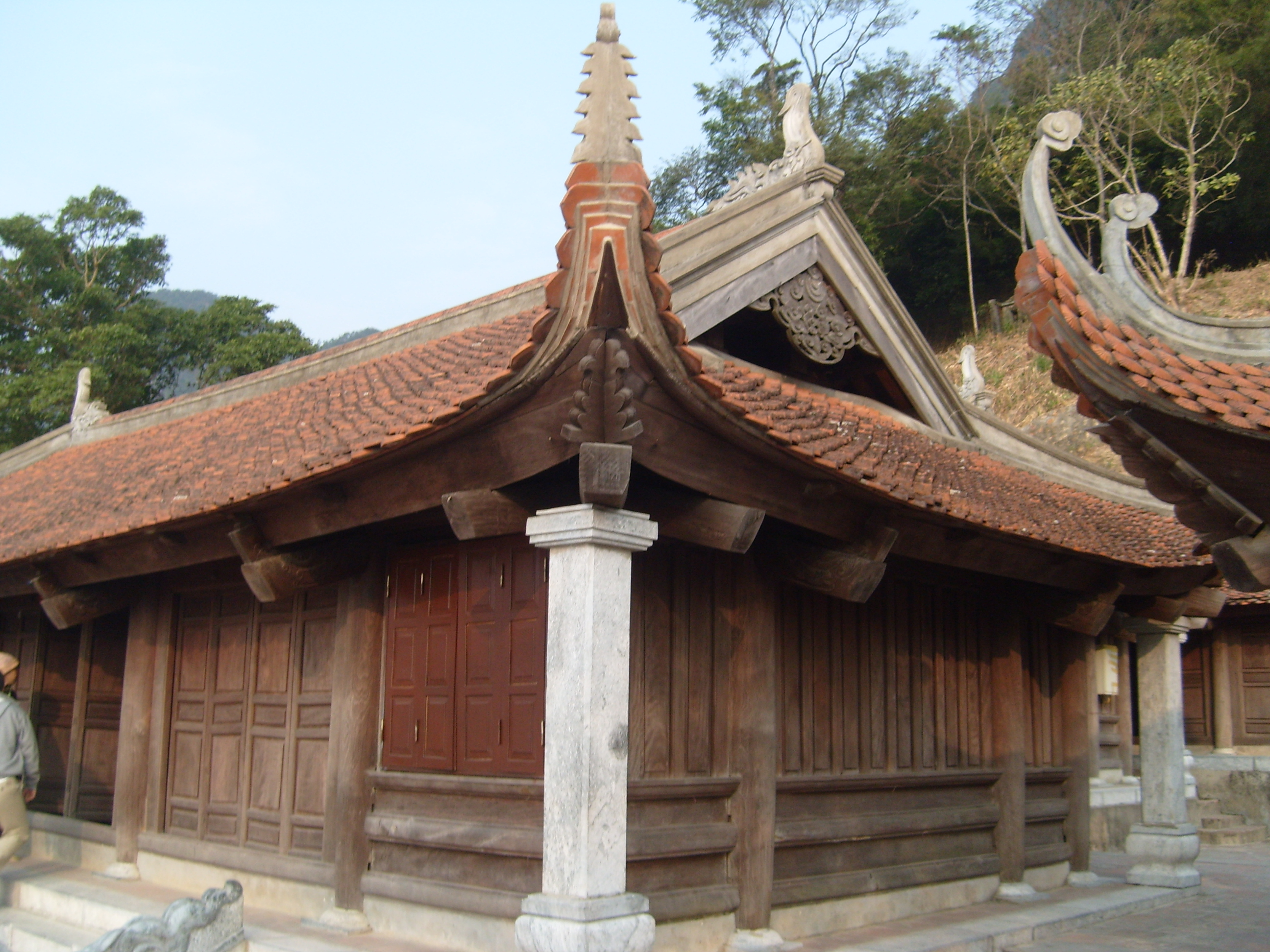
Chùa Hoa Yên trên núi Yên Tử, nơi khai sinh Thiền phái Trúc Lâm Yên Tử

Nhà Trần lên nắm quyền tiếp tục kế thừa và phát triển thêm nền tảng xã hội đã có từ thời Lý trong đó có đạo Phật. Nét nổi bật nhất của đạo Phật thời kì này so với thời trước là sự ra đời của Thiền phái Trúc Lâm Yên Tử, do người Việt sáng lập mà tổ sư chính là thái thượng hoàng Trần Nhân Tông, đạo hiệu Trúc Lâm đại sĩ.
Một điểm nổi bật khác là sách Thiền Uyển Tập Anh (hay Thiền Uyển Tập Anh Ngữ Lục), cổ thư xưa nhất còn giữ lại được đến nay viết về đạo Phật tại Việt Nam, đã được kết tập vào thời này. Đây là một tập sách nói về các vị thiền sư Việt Nam từ cuối thế kỷ thứ sáu đến thế kỷ thứ mười ba. Sách này bắt đầu được biên tập vào khoảng trước năm 1134 cho đến đầu thế kỷ thứ mười ba thì hoàn tất. Cũng cần nói thêm là không phải cổ thư đạo Phật thời Lý Trần nói chung là ít ỏi mà do chính sách cai trị của nhà Minh khi xâm lược Đại Việt đầu thế kỉ 15 nên phần lớn di sản thời này đã bị tịch thu và tận diệt.
Số lượng chùa chiền cũng như tăng sĩ tăng lên rất nhiều, có lẽ là nhiều nhất trong lịch sử Việt Nam nếu so với tương quan số dân ngày ấy. Các chùa cũng như tăng sĩ được nhiều ưu đãi lớn không chỉ từ phía vua quan nhà Trần mà còn từ nhân dân. Sách Truyền kỳ mạn lục của Nguyễn Dữ chép:

"Các chùa như Hoàng Giang, Đồng Cổ, An Sinh, Yên Tử, Phổ Minh, Ngọc Thanh... dựng lên nhan nhản khắp nơi; những người cắt tóc làm tăng ni nhiều bằng nửa dân số thường. Nhất là huyện Đông Triều, sự sùng thượng lại càng quá lắm: chùa chiền dựng lên, làng lớn có hơn mười chùa, làng nhỏ cũng chừng năm, sáu: ngoài bao bằng lũy, trong tô vàng son..."

Sự ưu ái quá mức dành cho giới xuất gia cho đến cuối thời nhà Trần đã tạo ra một số dấu hiệu khởi đầu cho sự suy thoái của đạo Phật sau này.

### Từ thời Hậu Lê đến năm 1858
Đạo Phật như đã biết đạt đến cực thịnh vào thời nhà Trần rồi bắt đầu suy thoái vào thời nhà Hậu Lê, mà hai nguyên nhân chính phải kể ra là: nguyên nhân nội tại trong chính đạo Phật, và nguyên nhân ngoại tại từ sự phát triển của Khổng giáo (hay Nho giáo).
Thứ nhất là nguyên nhân nội tại. Khi đạo Phật được vua chúa quý trọng thì các nhà quyền quý và trăm họ đều hướng vào. Chùa chiền càng nhiều thì nếp sống thanh quy càng khó bảo đảm được. Tăng chúng càng đông thì càng có nhiều phần tử bất hảo làm hại thanh danh tăng đoàn, sự kính trọng càng nhiều thì niềm kiêu hãnh càng thêm cao. Sự cúng dường càng hậu thì sự ỷ lại càng tăng. Đây là biểu hiện của sự suy thoái.
Thứ hai, nguyên nhân ngoại tại. Như đã biết, thời Lý Trần nhiều thiền sư tham dự chính sự và có tiếng nói quan trọng với vua quan. Vào cuối thế kỉ 14, Hồ Quý Ly vốn xuất thân Nho học trong quá trình tiếm quyền nhà Trần đã thực hiện một số biện pháp nhằm giảm ảnh hưởng của đạo Phật. Thêm nữa, nhiều nhà Nho vốn trọng từ chương, tự cho mình là độc tôn trí thức nên không ưa đạo Phật vốn trọng tinh thần bao dung. Chẳng hạn các đại thần Lê Quát, Trương Hán Siêu đã công khai chỉ trích đạo Phật.
Ngoài ra, việc nhà Minh xâm lược Đại Việt đầu thế kỉ 15 cùng chính sách tận diệt nền văn hóa độc lập của đất nước đã hủy diệt không chỉ truyền thống của đạo Phật tại Việt Nam mà là cả truyền thống dân tộc. Từ khi nhà Hậu Lê thành lập, và nhất là từ khi vua Lê Thánh Tông suy Khổng giáo làm quốc học thì đạo Phật chính thức suy thoái trong một thời gian kéo dài đến mấy trăm năm.

#### Thời chúa Nguyễn tại Đàng Trong

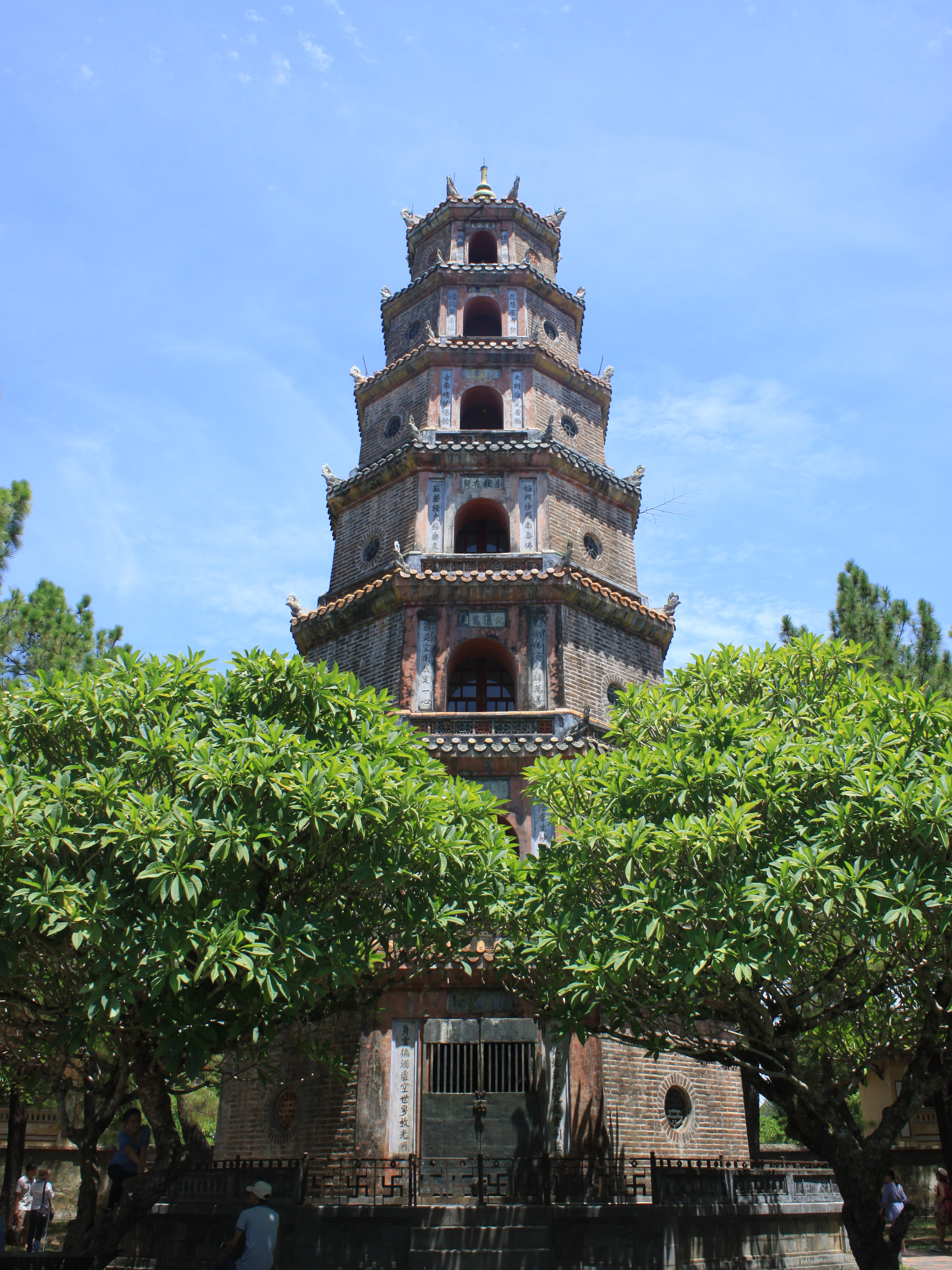
Chùa Thiên Mụ ở Huế ngày nay, được xây dựng năm 1601.

Doãn Quốc Công Nguyễn Hoàng (1558 - 1613) sau khi vào trấn thủ đất Thuận Hóa đã để ý đến việc lập chùa. Năm 1601, ông bắt đầu cho xây dựng chùa Thiên Mụ ở xã Hà khê, huyện Hương Trà (thuộc Huế ngày nay). Năm sau, vào ngày Vu Lan, ông đến chùa Thiên Mụ lập trai đàn và làm lễ bố thí, lại cho dựng chùa Sùng Hóa trên nền một ngôi chùa cổ ở xã Triêm Ân, huyện Phú Vang. Năm 1607, cho lập chùa Bảo Châu ở Trà Kiệu, Quảng Nam. Năm 1609, lập chùa Kính Thiên ở Thuận Trạch, Quảng Bình. Sau khi ông dựng xong dinh Quảng Nam ở xã Cần Húc lại cho lập một ngôi chùa gần đó là chùa Long Hưng. Có thể ý chúa Nguyễn muốn lấy đạo Phật làm chỗ dựa tinh thần cho công trình lập quốc của dòng họ Nguyễn. Cho nên sau này, các chúa Nguyễn đều tỏ vẻ sùng đạo Phật. Còn nhân dân Đàng Trong cũng nghênh đón các vị du tăng Trung Quốc với một tấm lòng chân thật, mặn nồng. Trong thời đại chuyển tiếp giữa hai triều Minh Thanh, nhiều cao tăng Trung Hoa đã tới Đàng Trong hành hóa. Một phần quan trọng của những tổ đình hiện nay là do các thiền sư Trung Hoa sáng lập.
Chúa Nguyễn Phúc Chu (1675-1725) là một Phật tử pháp danh Hưng Long, còn có hiệu là Thiên Túng Đạo nhân do ngài Thạch Liêm, một danh tăng thuộc phái thiền Tào Động Trung Quốc đặt, và được xem là truyền thừa chánh tông đời thứ 30 của dòng thiền này. Bốn năm sau khi lên ngôi chúa, ông thọ Bồ tát giới và thường tự ví mình là Duy Ma Cật. Ông chủ trương lấy tinh thần Phật pháp định hướng cho đời sống dân tộc và có quan hệ mật thiết với sư Thạch Liêm. Ngài Thạch Liêm đã có lần trình bày với chúa quan điểm trị nước theo tinh thần Phật giáo, được giải thích qua ý nghĩa "trai giới" đối với một vị quân vương: "Trai giới là làm cho quốc gia từ trên xuống dưới được thanh lý chỉnh tề, không một người nào không ngồi đúng chỗ, không một việc nào chẳng giải quyết được chính đáng. Làm được như thế mới là sự trai giới viên mãn của một ông vua". Chúa Nguyễn Phúc Chu đã cho xây dựng và trùng tu nhiều ngôi danh lam tại Thuận Hóa như trùng tu chùa Thúy Vân, chùa Linh Mụ... Sai người sang Trung Quốc thỉnh bộ Đại tạng kinh, xây Tàng kinh lâu để bảo quản.
Dòng Lâm Tế, một nhánh Thiền nam tông quan trọng của tổ sư Lâm Tế Nghĩa Huyền (?-866) từ Trung Hoa truyền vào Việt Nam vào thế kỉ 17 rồi phát triển mạnh tại Đàng Trong. Từ thời điểm này trở đi xuất hiện nhiều cao tăng thuộc dòng này như các sư Viên Minh và Viên Khoan ở Quảng Trị, Minh Hoằng Tử Dung khai sơn chùa Từ Đàm, sư Giác Phong sáng lập chùa Báo Quốc tại Huế, sư Pháp Bảo lập chùa Chúc Thánh ở Quảng Nam, sư Nguyên Thiều sáng lập các chùa Thập Tháp Di Đà tại Bình Định, chùa Quốc Ân và Hà Trung tại Thuận Hóa (Huế), trong đó ngài Nguyên Thiều đã thành lập nên các dòng truyền thừa theo phả hệ Thập Tháp và Quốc Ân, ngài Pháp Bảo thành lập nên dòng truyền thừa hệ Chúc Thánh. Ngoài các dòng trên, tại Đàng Trong có một hệ truyền thừa ảnh hưởng rất sâu rộng cho đến hôm nay, đó là dòng Liễu Quán, do sư Liễu Quán thành lập.

#### Thời chúa Trịnh tại Đàng Ngoài
Như đã biết đạo Phật thời Hậu Lê không còn thịnh bằng thời Lý Trần. Khi đất nước chia hai thành Đàng Ngoài và Đàng Trong thì tại Đàng Ngoài đạo Phật không phổ biến như ở Đàng Trong. Vào thế kỉ 17, dòng Thiền Tào Động (do các ngài Tào Sơn Bản Tịch (840-901) và Động Sơn Lương Giới (807-869) sáng lập) từ Trung Hoa truyền vào Việt Nam và có nhiều ảnh hưởng tại Đàng Ngoài. Nhiều chùa ở Hà Nội như chùa Trấn Quốc, Hàm Long, Hòe Nhai... đến nay vẫn được xem là truyền thừa của dòng thiền này.

### 100 năm nhiều biến cố
Năm 1858, quân Pháp tấn công Đà Nẵng mở đầu gần 100 năm Việt Nam bị thực dân đô hộ. Chính quyền thực dân đã dùng nhiều phương kế nhằm tiêu diệt truyền thống lịch sử và văn hóa Việt Nam. Đạo Phật ở Việt Nam lúc này đứng trước nguy cơ diệt vong do chính sách hủy diệt có hệ thống của người Pháp. Đến giữa thế kỉ 20, đất nước bị chia hai, nhìn chung chính sách của các thể chế cầm quyền với đạo Phật không tích cực hơn thời Pháp thuộc là bao, không ngăn cấm nhưng cũng không khuyến khích. Đến cuối thế kỷ 20, các hoạt động Phật giáo Việt Nam mới thực sự phát triển trở lại.

#### Thời Pháp thuộc
Một trong những cái cớ chủ yếu mà người Pháp dựa vào để xâm lược Việt Nam là chính sách đàn áp Thiên Chúa giáo của nhà Nguyễn. Cho nên sau khi đạt được mục tiêu, chính quyền thực dân ra sức ủng hộ tuyệt đối để tôn giáo này lan rộng khắp nơi, mà biện pháp cụ thể và trực tiếp nhất là phá hủy đạo Phật bằng nhiều hình thức khác nhau. Số chùa chiền bị phá đi rất nhiều, mà không ít trong số đó sau này trở thành cơ sở của Thiên Chúa giáo. Chẳng hạn nhà thờ Đức Bà tại Thành phố Hồ Chí Minh, nhà thờ La Vang tại Quảng Trị xưa vốn là vị trí của hai ngôi chùa đã bị người Pháp phá hủy và giao lại cho tôn giáo mới theo chân họ vào Việt Nam.
Đầu thế kỉ 20 thế giới bắt đầu tìm lại và nghiên cứu các di sản của đạo Phật. Còn tại Việt Nam, bên cạnh chính sách kì thị của người Pháp thì trước đó nhà Nguyễn do độc tôn Nho học nên đạo Phật không được quan tâm. Trước tình hình đó, một phong trào chấn hưng và cải tổ là cần thiết. Phong trào chấn hưng Phật giáo có thể nói được khởi xướng từ Thiền sư Khánh Hòa tại miền Nam, thiền sư Phước Huệ tại miền Trung, và thiền sư Thanh Hanh tại miền Bắc. Ba vị được tôn là Tổ của phong trào. Nhiều hội Phật học, nhiều trường giảng dạy Phật học được thành lập. Nhiều ấn phẩm như sách, báo, tạp chí viết về đạo Phật ra đời. Thậm chí nhiều vị xuất thân Nho học như Trần Trọng Kim, Bùi Kỷ cũng tham dự vào.
Phật giáo ở miền Trung với trung tâm là Huế đã khởi đầu những sự cải tổ đánh dấu mốc chuyển biến thành một nền Phật giáo hiện đại, làm mẫu cho toàn quốc. Nói đến Phật giáo miền Trung, bắt đầu từ những năm 1930 không thể không nhắc đến trung tâm Phật giáo Huế. Cần nhắc lại không phải đến thế kỷ 20 Huế mới trở thành một trung tâm của Phật giáo. Từ thế kỷ 17 cho đến đầu thế kỷ 20, Phật giáo Huế - Thuận Hóa đã từng được biết đến với sự thâm nhập của hai dòng Thiền tông Trung Quốc là Lâm Tế và Tào Động với sự xuất hiện của các Thiền sư Trung Hoa từ Viên Cảnh đến Thạch Liêm, và tại đây còn hình thành một dòng truyền thừa Thiền phái Việt: Thiền Liễu Quán (mang tên của Thiền sư Liễu Quán, 1667 - 1742). Đây là lần thứ hai trong lịch sử Phật giáo Việt Nam có được một dòng Thiền phái riêng biệt với vị Tổ sư người Việt sau Truyền phái Trúc Lâm thời Trần.
Do vị trí là nơi đóng đô của triều đình nhà Nguyễn, dù từ sau 1885, trên thực tế, Huế chỉ như một trung tâm của nước "An Nam" (tức là Trung Bộ) với một khâm sứ Pháp bên cạnh, mất quyền kiểm soát với Bắc Bộ và Nam Bộ, nhưng không một ai lại coi đó chỉ có ý nghĩa giới hạn như vậy. Đối với Phật giáo lại càng như thế. Những gì Phật giáo trung tâm Huế gây dựng từ thế kỷ 17 đã khiến Huế trở thành "Tổ đình" của Phật giáo ở Trung Bộ và Nam Bộ, cho đến cả ngày nay. Cố nhiên đây là Tổ đình của Phật giáo người Việt mà thôi. Cần nhắc lại về mặt danh nghĩa, triều đình Huế có quyền quản lý từ Thanh Hóa vào đến Bình Thuận, tức là Trung Bộ. Nhưng có thể nói, Thanh - Nghệ - Tĩnh lại là mảnh đất của Phật giáo Bắc Bộ cổ xưa, chỉ từ Quảng Bình (chính xác hơn nữa là Nam sông Gianh) trở vào mới thực sự là chịu ảnh hưởng của trung tâm Huế. Cần ghi nhận một thực tế là nhiều cao tăng và cư sĩ nổi tiếng thời Chấn hưng có gốc gác Quảng Bình, Quảng Trị, Thừa Thiên và Quảng Nam. Họ có vai trò quyết định trong nhiều hoạt động của Phật giáo miền Trung và cả miền Nam về sau, nhất là trong "pháp nạn" 1963. Không ai không biết chính các nhà sư miền Trung là linh hồn của cuộc đấu tranh Phật giáo chống chế độ Ngô Đình Diệm, và kết cục là cả một chế độ gia đình trị sụp đổ.
Khoảng năm 1920, tại Việt Nam có các đạo tràng tại các chùa lớn do các hòa thượng dẫn dắt như:
- Tại miền Nam: Thiền sư Thích Từ Phong giảng dạy tại chùa Giác Hải; Thiền sư Khánh Hòa tại chùa Tiên Linh; Thiền sư Chí Thành tại chùa Phi Lai, chùa Giác Hoa; Thiền sư Huệ Quang tại chùa Long Hòa; Thiền sư Khánh Anh tại chùa Long An.
- Tại miền Trung: Thiền sư Tuệ Pháp giảng dạy tại chùa Thiên Hưng; Thiền sư Thanh Thái chùa Từ Hiếu; Thiền sư Đắc Ân chùa Quốc Ân; Thiền sư Tâm Tịnh chùa Tây Thiên; Thiền sư Phước Huệ chùa Thập Tháp; Thiền sư Phổ Tuệ chùa Tĩnh Lâm.
- Tại miền Bắc: Thiền sư Thanh Hanh giảng dạy tại chùa Vĩnh Nghiêm; chùa Bà Đá cũng là một đạo tràng lớn; Thiền sư Đỗ Văn Hỷ in ấn kinh sách rất nhiều.

#### Sau năm 1954 đến năm 1975

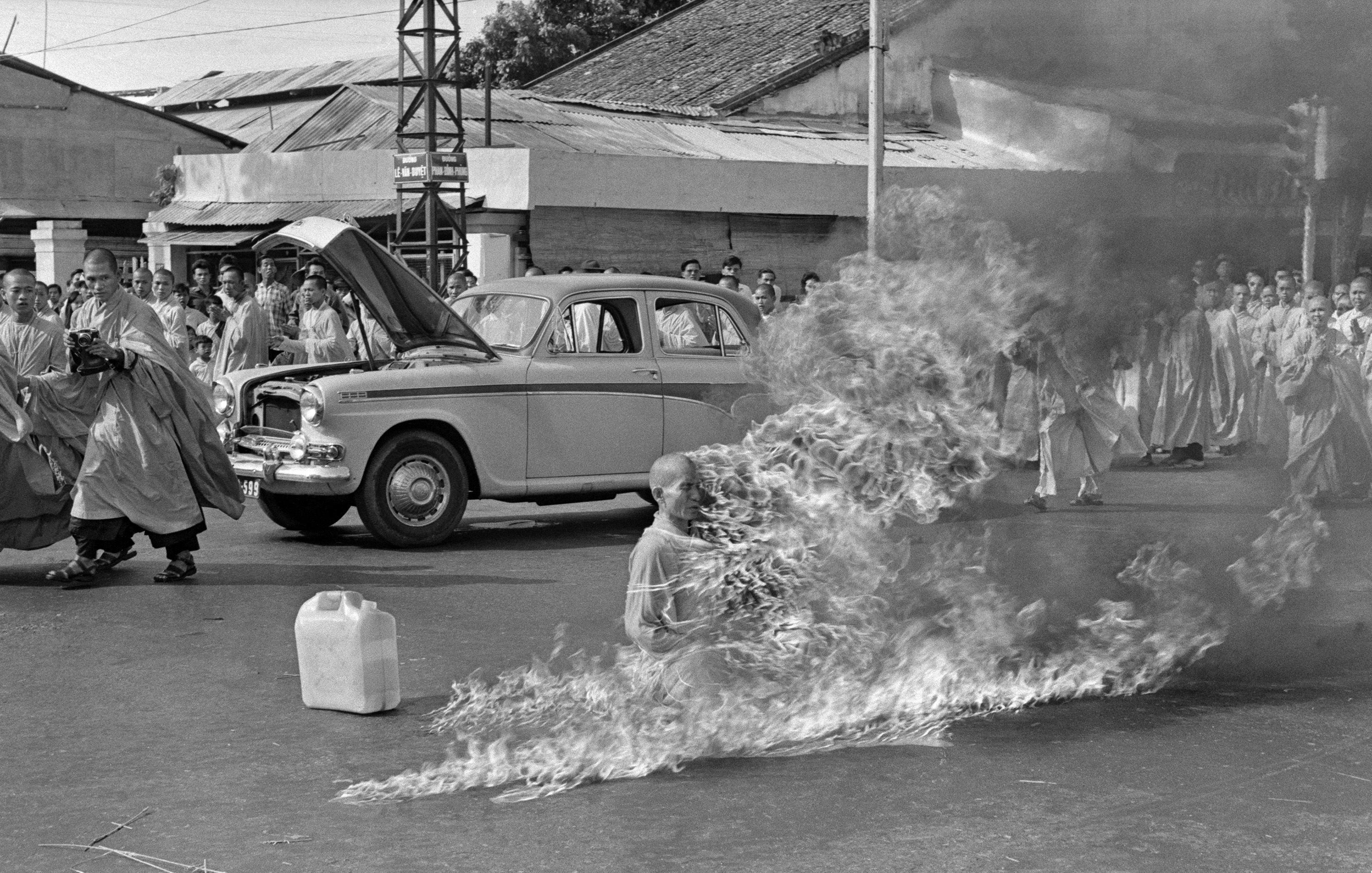
Sư Thích Quảng Đức tự thiêu để phản đối chính sách kì thị đạo Phật của tổng thống Ngô Đình Diệm.

Tại miền nam, sự phát triển của Phật giáo chi làm hai thời kỳ dưới thời Việt Nam Cộng Hoà. Thời Đệ nhất Cộng hòa của tổng thống Ngô Đình Diệm bị cáo buộc kì thị đạo Phật. Vì chính sách mà giới lãnh đạo Phật giáo cho là ưu đãi Thiên Chúa giáo của chính phủ Ngô Đình Diệm, Phật tử miền Nam Việt Nam đã xuống đường đông đảo ủng hộ Phật giáo ở Huế, Đà Nẵng và Sài Gòn. Đỉnh điểm là sự kiện nhà sư Thích Quảng Đức tự thiêu năm 1963 để phản đối sự kì thị này . Mặc dù vậy Phật giáo vẫn phát triển. Trong cuốn "Phật giáo tại Việt Nam", ông Mai Thọ Truyền cho biết lúc ông Diệm lên cầm quyền, số chùa tại miền Nam là 2206. Dưới thời ông Diệm số chùa lên đến 4776.
Sang đến Đệ nhị Cộng hòa của tổng thống Nguyễn Văn Thiệu, phật giáo có điều kiện phát triển hơn. Có nhiều phong trào phật giáo phát triển trong thời kỳ này, cả thân chính quyền lẫn thân Cộng sản. Điển hình: 
- Viện Cao đẳng Phật học được thành lập ngày 13/3/1964, có quyền cấp Cử nhân Phật học, Cao học Phật giáo và Tiến sĩ Phật học.
- Giáo hội Phật giáo Việt Nam Thống Nhất (GHPGVNTN) do 11 tông phái và hội Phật giáo thành lập ngày 4/1/1964. Giáo hội hình thành trong cuộc đấu tranh đòi bình đẳng tôn giáo năm 1963 dưới thời Đệ nhất Cộng hòa ở miền Nam Việt Nam.
- Giáo hội Thiền Tông Việt Nam được thành lập tháng 11/1964 tại Gia Định.
- Tổng Giáo hội Phật giáo Việt Nam do liên phái Phật Bửu Tự, Bửu Lâm Tự, Bình Hòa Tự, Long Quang Tự, Chơn Đức Tự và Giác Lâm Tự thành lập tháng 12/1964, tách khỏi GHPGVNTN.

Bên cạnh đó, Hội Lục hòa Phật tử (chủ tịch Thích Thiện Hào) được thành lập nằm trong Mặt trận Dân tộc Giải phóng miền Nam Việt Nam.
Ngay từ giữa thập niên 1960 Giáo hội Phật giáo tại miền Nam đã có sự rạn nứt trong giới lãnh đạo. Hàng giáo phẩm chia thành hai khối: "khối Ấn Quang" (gồm ba đoàn thể) và "khối Việt Nam Quốc tự" (có tám đoàn thể). Khối Ấn Quang (do Thượng tọa Thích Trí Quang và Đại đức Thích Nhất Hạnh lãnh đạo) có khuynh hướng thiên tả nên bị chính quyền Việt Nam Cộng hòa ra sắc luật 23/67 ngày 18 tháng 7 năm 1967 công nhận khối Việt Nam Quốc Tự thay vì khối Ấn Quang. Khối Ấn Quang từ đó hoạt động quyết liệt hơn trong việc ủng hộ Mặt trận Dân tộc Giải phóng Miền Nam. Khối Việt Nam Quốc Tự do Hòa thượng Thích Tâm Châu chủ trương thì chọn đường lối đấu tranh ôn hòa hơn.
Tại miền bắc, bấy giờ là nước Việt Nam Dân Chủ Cộng Hoà, do theo đuổi chủ nghĩa Marx-Lenin nên trong mấy năm đầu chính quyền hạn chế hoạt động tín ngưỡng, kiểm soát gắt gao đạo Phật cũng như các tôn giáo khác, kể cả tín ngưỡng thờ tổ tiên của người Việt vì cho đó là mê tín dị đoan, tàn dư phong kiến làm mê muội dân trí. Ông Đỗ Trung Hiếu, một cán bộ của Ban Tôn giáo Chính phủ Việt Nam tham gia vào việc thống nhất Phật giáo Việt Nam nhận xét "Hầu hết chùa, nhà thờ ở miền Bắc mà tôi đã đến thăm đều rêu phong tàn tạ. Các nhà sư (sư ông, sư bà) lẩm cẩm sợ sệt, một báo cáo cụ, hai báo cáo cụ. Các linh mục, giám mục đóng kín cửa lạc hậu với thời cuộc. Phật tử gần như không còn gì nữa, chỉ ẩn hiện dưới dạng mê tín, cúng bái linh tinh và rất e dè trước khách lạ. Tín đồ Thiên Chúa giáo thì khổ cực, hằn sâu trong mắt họ những nét u uất thâm nghiêm, nhưng rực lửa và sẵn sàng bốc cháy khi có mồi. Đó là mối nguy lớn, chứ không phải sự thành công của tôn giáo vận."
Tháng 3 năm 1958, Hội Phật giáo Thống nhất được thành lập, hoạt động của Phật giáo ở miền Bắc phát triển trở lại. Hòa thượng Thích Trí Độ làm Hội trưởng và giữ chức vụ này liên tục cho đến ngày viên tịch năm 1979. Ông cũng hình thành nên trường Tu học Phật pháp Trung ương tại chùa Quảng Bá (Hà Nội) năm 1970, tiền thân của trường Cao cấp Phật học Việt Nam sau này.
Một đặc điểm quan trọng là ở miền Nam Việt Nam thời kỳ này có nhiều Hệ Phái Phật giáo như Tì-ni-đa-lưu-chi, Vô Ngôn Thông, Thảo Đường, Trúc Lâm Tam Tổ, Tào Động, Liên Tôn, Lâm Tế, Liễu Quán, Phật giáo hiện Đại, Tiểu Thừa, Đại Thừa. Về tổ chức giáo hội có: 
Giáo hội Phật giáo Nguyên Thủy Việt Nam. 
Giáo hội Phật giáo Cổ Sơn Môn. 
Giáo hội Phật giáo Lục Hòa Tăng. 
các Am, Cốc... 
Giáo hội Phật giáo Khất Sĩ Việt Nam. 
Phái Khất Sĩ Đạo Lâm. 
Giáo hội Tăng Già Khất Sĩ. 
Thiền Tông. 
Nhóm Tu Thiền theo Pháp Lý Vô Vi Khoa Học Huyền Bí Phật Pháp. 
Thiền Tịnh Đạo Tràng. 
Phật giáo Hoa Tông. 
Minh Nguyện Cư Sĩ Phật học. 
Tam Tông Miếu. 
Giáo hội Tổ Tiên Chính Giáo. 
Giáo hội Thiên Thai Quán Môn. 
Mật Tông hay Chơn Ngôn Tông. 
Tịnh Độ Tông. 
Tịnh Độ Cư Sĩ Phật Hội. 
Hệ Phái Vạn Quốc Tự. 
Hội Linh Sơn Phật học. 
Phái Hạnh Đầu Đà. 
Phái Hòa Đồng Tôn Giáo 
Phái Phật, Chúa Liên Hòa Du Tăng. 
Phật giáo Bửu Sơn Kỳ Hương. 
Phật giáo Hòa hảo. 
Các Hội Phật học. 
các Phái Phật giáo của người Việt gốc Miên.

#### Từ năm 1976 đến nay
Từ năm 1976, chính quyền nước Cộng hòa Xã hội chủ nghĩa Việt Nam tiếp tục thực hiện chính sách của Việt Nam Dân Chủ Cộng Hoà, các hoạt động tín ngưỡng của đạo Phật cũng như nhiều tôn giáo khác đều phải có sự quản lý của nhà nước. Sau sự kiện 30/4/1975, Giáo hội Phật giáo Việt Nam Thống Nhất và các phong trào Phật giáo khác ở miền Nam Việt Nam bị hạn chế hoạt động. Một loạt các hòa thượng có chức danh đi ra nước ngoài, như Thích Nhất Hạnh, Thích Tâm Châu.
Năm 1981, nhằm thống nhất các hệ phái Phật giáo, sau ba năm vận động, chính phủ cho thành lập một tổ chức mới mang tên Giáo hội Phật giáo Việt Nam (GHPGVN) làm tổ chức duy nhất đại diện Phật giáo toàn quốc, là thành viên của Mặt trận Tổ quốc Việt Nam, chịu sự lãnh đạo của Đảng Cộng sản Việt Nam. Hàng ngũ giáo phẩm thiên tả trong Giáo hội ủng hộ đường lối này. Trưởng ban vận động Thống nhất Phật giáo Việt Nam là Hòa thượng Thích Trí Thủ, lúc đó là Viện trưởng Viện hóa đạo GHPGVNTN. Theo "Hồ sơ Thống nhất Phật giáo" của Đỗ Trung Hiếu, đảng viên cán bộ được Ban Tôn giáo chính phủ giao nhiệm vụ thực hiện việc hợp nhất Phật giáo thì Giáo hội mới sẽ nằm dưới sự chỉ đạo của Đảng Cộng sản Việt Nam.
Nhiều lãnh đạo của Giáo hội Phật giáo Việt Nam Thống nhất gia nhập tổ chức mới và trở thành lãnh đạo của Giáo hội Phật giáo Việt Nam mới.
Tuy nhiên một số thành viên khác của Giáo hội Thống nhất không chấp nhận tổ chức GHPGVN và bị chính phủ ép giải tán nhưng không qua văn bản chính thức của chính phủ. Ban lãnh đạo Giáo hội bị quản thúc và trụ sở tại chùa Ấn Quang bị giải tỏa. Mất trụ sở và nhân sự Giáo hội Thống nhất trong nước ngưng hoạt động hoàn toàn.
Tới năm 1990, Hòa thượng Thích Đôn Hậu lúc đó là Phó pháp chủ kiêm Giám Luật Hội đồng Chứng minh của Giáo hội Phật giáo Việt Nam, nhân danh Viện Tăng thống, trụ trì chùa Thiên Mụ của Giáo hội Thống nhất, hiệu triệu Phật tử Việt Nam toàn cầu khôi phục lại Giáo hội Phật giáo Việt Nam Thống Nhất. Tổ chức này bị Chính phủ Việt Nam cấm tại Việt Nam. Tuy nhiên tổ chức vẫn có một số hoạt động trong nước. Một số các cao tăng và thiền sư bị đi tù hoặc bị quản chế như Thích Huyền Quang, Thích Quảng Độ. Tại hải ngoại Giáo hội này cũng có phân viện.
Trong những năm gần đây, đạo Phật và các tôn giáo khác đã được tự do phát triển hơn trước, thể hiện qua nhiều chùa chiền được trùng tu hoặc xây mới, nhiều sự kiện được tổ chức, cũng như số lượng khá lớn ấn phẩm về đạo Phật được xuất bản.
Sau nhiều năm không được phép quay về Việt Nam, hòa thượng Thích Nhất Hạnh được về lần đầu tiên vào năm 2005. Tuy nhiên, hòa thượng bị vướng vào Vụ mâu thuẫn ở tu viện Bát Nhã.
Đạo Phật kể từ khi truyền vào Việt Nam đến nay trải hơn 2000 năm đã dần dần đi vào tâm thức, ảnh hưởng nhiều đến cách nghĩ, cách sống của phần đông người Việt. Tuy có nhiều thịnh suy do những nguyên nhân bên trong cũng như bên ngoài nhưng đạo Phật từ lâu đã có vai trò quan trọng trong đời sống người Việt, góp phần không nhỏ trong di sản lịch sử và văn hóa của đất nước Việt Nam. Tất cả các tông phái quan trọng của đạo Phật như Thiền tông, Tịnh độ tông, Mật tông, đạo Phật nguyên thủy đều được người dân hành trì, tu tập.
Thậm chí vào năm 2024, Cục Cảnh sát quản lý hành chính về trật tự xã hội của Bộ Công an Việt Nam cũng đã kết hợp cùng với GHPGVN ra mắt ứng dụng VNPhattu. Theo công bố của Bộ Công an, ứng dụng sẽ quản lý Tăng Ni, Phật tử trong nước và "tuyên truyền các chư vị phật tử tuân thủ quy định pháp luật nhà nước". Ứng dụng này đã được Tổ chức GHPGVNTN cho rằng đây là việc tăng cường quản lý chặt chẽ nhu cầu "sinh hoạt tôn giáo" của người dân. Tổ chức này cũng có phát ngôn cho rằng, "Công an kết hợp với các chức sắc tôn giáo để thống trị, kìm kẹp, nắm giữ con người. Họ sử dụng tôn giáo để nắm quần chúng. Những vị chức sắc đó cũng vì quyền lợi mà làm theo mệnh lệnh của chính quyền... Điều này tôi rất buồn". Theo tờ VOA (Hoa Kỳ), có những ý kiến bày tỏ sự quan ngại về tự do tôn giáo ở Việt Nam khi chưa nơi nào, thậm chí cả Trung Quốc (trừ Tây Tạng) "có sự kiểm soát như vậy".

## Niên biểu

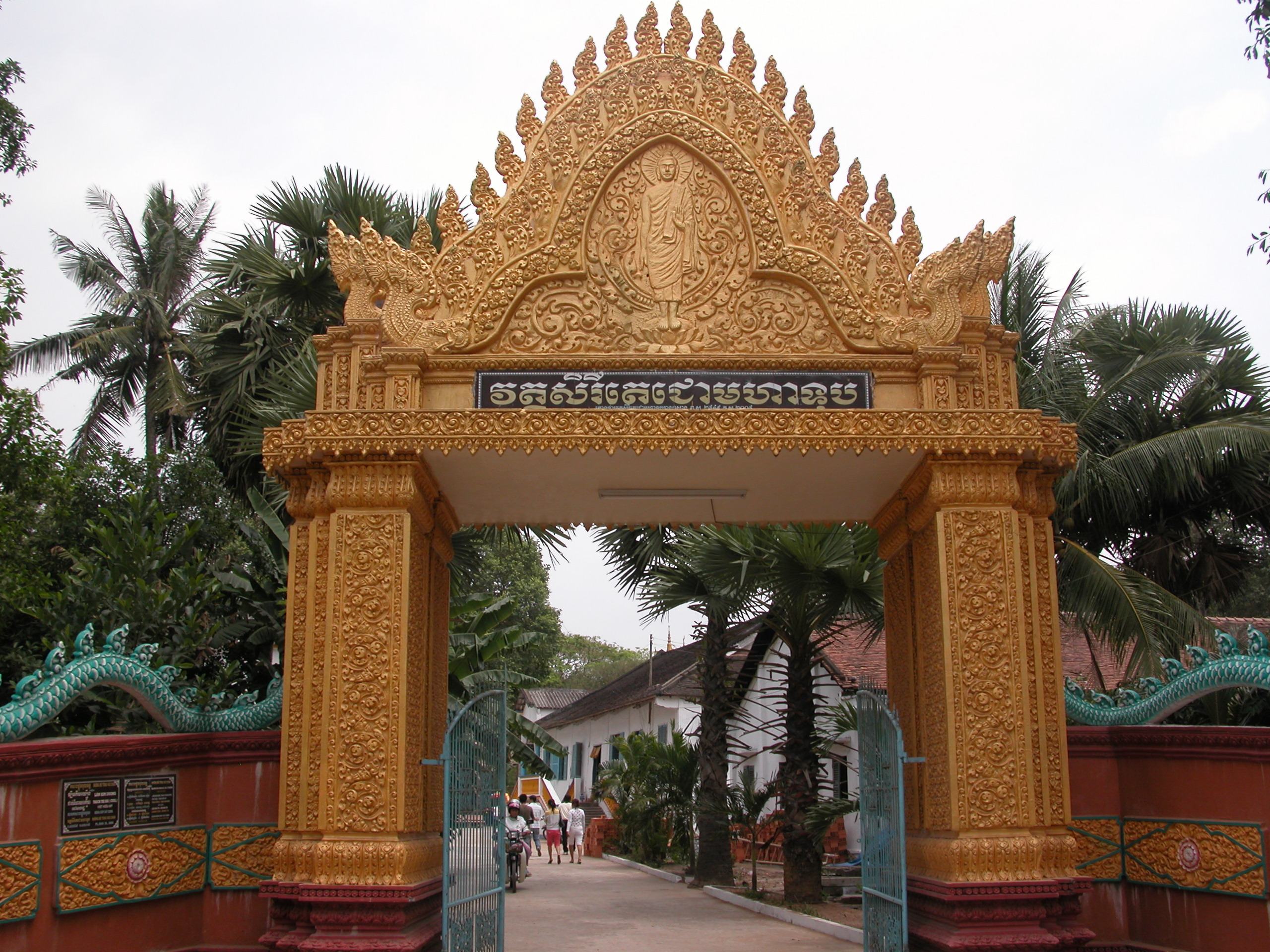
Chùa Dơi ở Sóc Trăng ngày nay.

- Thế kỉ thứ 3 - thế kỉ thứ 2 trước CN: đạo Phật nguyên thủy truyền vào Giao Chỉ và Chăm Pa.[1][2]
- Năm 189 CN: Lý Hoặc Luận, tác phẩm về đạo Phật bằng chữ Hán đầu tiên được Mâu Tử viết tại Giao Chỉ.
- Năm 247 CN: Khương Tăng Hội thiền sư người Việt đầu tiên sang Đông Ngô truyền đạo.[20]
- Năm 580: thành lập Thiền phái Tì-ni-đa-lưu-chi.
- Năm 820: thành lập Thiền phái Vô Ngôn Thông theo Thiền nam tông.
- Năm 1009: nhà Lý ra đời, mở đầu cho thời cực thịnh của đạo Phật tại Việt Nam kéo dài 400 năm.
- Năm 1069: thành lập Thiền phái Thảo Đường.
- Năm 1299: thành lập Thiền phái Trúc Lâm Yên Tử, Thiền phái lớn đầu tiên của người Việt.
- Năm 1400: nhà Trần mất; nhà Hậu Lê tôn Nho học làm quốc giáo; đạo Phật chính thức suy thoái.
- Thế kỉ 17: hai dòng Thiền nam tông quan trọng là Lâm Tế và Tào Động truyền vào từ Trung Hoa, phát triển tại Đàng Trong và Đàng Ngoài.
- Năm 1858: Pháp xâm lược Việt Nam, đạo Phật tiếp tục suy thoái do không được quan tâm.
- Thế kỷ XX: Phật giáo phục hưng tại Việt Nam